# Ellen Frank
Pour les articles homonymes, voir Frank.
Ellen Frank est une actrice allemande, née le 9 mars 1904 à Aurich (Province de Hanovre ; Empire allemand), morte le 17 septembre 1999 à Klagenfurt (Carinthie, Autriche).

## Biographie
Ayant d'abord reçu une formation de danseuse, elle débute comme actrice au théâtre en 1924, dans Les Brigands  de Friedrich von Schiller.
Au cinéma (majoritairement allemand), elle contribue dans un premier temps à vingt-sept films sortis entre 1930 et 1939, dont La Fille des marais de Detlef Sierck — futur Douglas Sirk — (1935, avec Friedrich Kayssler et Eduard von Winterstein).
Après la Seconde Guerre mondiale, Ellen Frank revient au cinéma à l'occasion d’Hänsel und Gretel de Walter Janssen, sorti en 1954. Suivent neuf autres films disséminés jusqu'en 1992, dont la coproduction franco-italo-allemande Le Dimanche de la vie de Jean Herman (1967, avec Danielle Darrieux et Jean-Pierre Moulin).
À la télévision (allemande principalement), elle apparaît dans dix-neuf séries entre 1964 et 1992, dont Tatort (deux épisodes, 1970-1987), Un cas pour deux (un épisode, 1984) et Inspecteur Derrick (un épisode, 1988).
S'ajoutent quinze téléfilms de 1961 à 1990.

## Théâtre (sélection)
- 1924 : Les Brigands (Die Räuber) de Friedrich von Schiller, mise en scène d'Erwin Piscator (Volksbühne Berlin) : Amalia

## Filmographie partielle

### Cinéma
- 1930 : Es gibt eine Frau, die dich niemals vergißt de Leo Mittler
- 1933 : Die Nacht der großen Liebe de Géza von Bolváry : Hanum
- 1933 : Ein Unsichtbarer geht durch die Stadt d'Harry Piel : une partenaire de Lissy
- 1933 : La Marche de Rakoczi (Rakoczy-Marsch) de Gustav Fröhlich et Steve Sekely (version allemande de Rákóczi induló) : Erika
- 1934 : So ein Flegel de Robert A. Stemmle : Marion Eisenhut
- 1934 : Peer Gynt de Fritz Wendhausen : Ingrid
- 1935 : La Fille des marais (Das Mädchen von Moorhof) de Detlef Sierck : Gertrud Gerhart
- 1935 : Der Außenseiter d'Hans Deppe : Elli
- 1935 : Les Deux Rois (Der alte und der junge König) d'Hans Steinhoff : la comtesse von Arnim
- 1935 : Die blonde Carmen de Victor Janson : Lilli Costa
- 1936 : Die lustigen Weiber de Carl Hoffmann : Betty White
- 1936 : Die un-erhörte Frau de Nunzio Malasomma : une amie de Mme Brandt
- 1936 : Contrebande (Unter heißem Himmel) de Gustav Ucicky : Mlle Altamont
- 1937 : Mädchen für alles de Carl Boese : Lissy Fürgartner
- 1939 : Gold in New Frisco de Paul Verhoeven : Kitty Burtons
- 1954 : Hänsel und Gretel de Walter Janssen : la mère
- 1955 : Valse royale (Königswalzer) de Victor Tourjanski : la duchesse
- 1956 : Des roses pour Bettina (Rosen für Bettina) de Georg Wilhelm Pabst
- 1959 : Les Musiciens de Brême (Die Bremer Stadtmusikanten) de Rainer Geis : la boutiquière
- 1967 : Le Dimanche de la vie de Jean Herman

### Télévision

#### Séries
- 1970-1987 : Tatort
  - Saison 1, épisode 2 Saarbrücken, an einem Montag... (1970) : Mme Helgesheim
  - Saison 18, épisode 11 Gegenspieler (1987) : Mme von Bredow
- 1979-1989 : Le Renard (Der Alte)
  - Saison 3, épisode 10 Vieux Camarades (Alte Kameraden, 1979)
  - Saison 13, épisode 3 Le jeu est terminé (Das Spiel ist aus, 1989)
- 1984 : Un cas pour deux (Ein Fall für zwei)
  - Saison 4, épisode 3 Onze ans après (Elf Jahre danach) : Sophie Kuiper
- 1988 : Inspecteur Derrick (Derrick)
  - Saison 15, épisode 10 Y compris le meurtre (Mord inklusive) d'Helmuth Ashley : Mme Viuda
- 1989 : Le Grand Secret (mini-série en coproduction) : la vieille allemande

#### Téléfilms
- 1963 : Dumala de Walter Rilla : Henrietta von Huhn
- 1967 : Ivar Kreuger der Zündholzkönig de Robert A. Stemmle : Mme Barrault
- 1982 : Versuchung de Krzysztof Zanussi : la mère